# ديفيد هينريكز
ديفيد هينريكز (بالإسبانية: David Henríquez) هو لاعب كرة قدم تشيلي، ولد في 12 يوليو 1977 في سانتياغو في تشيلي. شارك مع منتخب تشيلي لكرة القدم. أما مع النوادي، فقد لعب مع كولو-كولو ونادي أونيفرسيداد كاتوليكا ونادي بيرا مار.

## مسيرته الكروية
لعب ديفيد هينريكز خلال مسيرته الاحترافية مع 5 أندية في واحد وعشرون موسمًا وسجل خلالها 30 هدف ضمن 379 مباراة. حيث فاز في موسمين بالكأس وفي سبعة مواسم بالدوري.
خاض ديفيد هينريكز مسيرته مع نادي كولو-كولو في موسم 1995 في المرة الأولى ليلعب معه خمسة مواسم ثم في موسم 2003 ليلعب معه خمسة مواسم ثم في موسم 2005 واستمر معه طيلة ثلاثة مواسم، مشاركًا طوالها في 256 مباراة سجل خلالها 10 أهداف. ثم انتقل إلى نادي بيرا مار في موسم 2002–03 لمدة موسم واحد، حيث شارك في مباراتين ولم يسجل أي هدف. لينتقل بعدها إلى نادي موريليا الرياضي في موسم 2004–05 لمدة موسم واحد، مشاركًا في 25 مباراة سجل خلالها هدفين. ثم انتقل إلى دورادوس سينالوا في موسم 2007–08 ولمدة موسمين، مشاركًا في 46 مباراة سجل خلالها 14 هدفًا. هذا وانتقل لاحقًا إلى نادي أونيفرسيداد كاتوليكا في موسم 2009 ليلعب معه أربعة مواسم، مشاركًا في 50 مباراة سجل خلالها 4 أهداف.

## وصلات خارجية
- ديفيد هينريكز على موقع الاتحاد الدولي (مؤرشف)  (الإنجليزية)
- ديفيد هينريكز على موقع قاعدة بيانات كرة القدم.إي يو (الإنجليزية)
- ديفيد هينريكز على موقع ناشيونال فوتبول تيمز (الإنجليزية)
- ديفيد هينريكز على موقع Soccerway.com (الإنجليزية)
- ديفيد هينريكز على موقع أوليمبيديا (الإنجليزية)